# 刘政 (明朝)

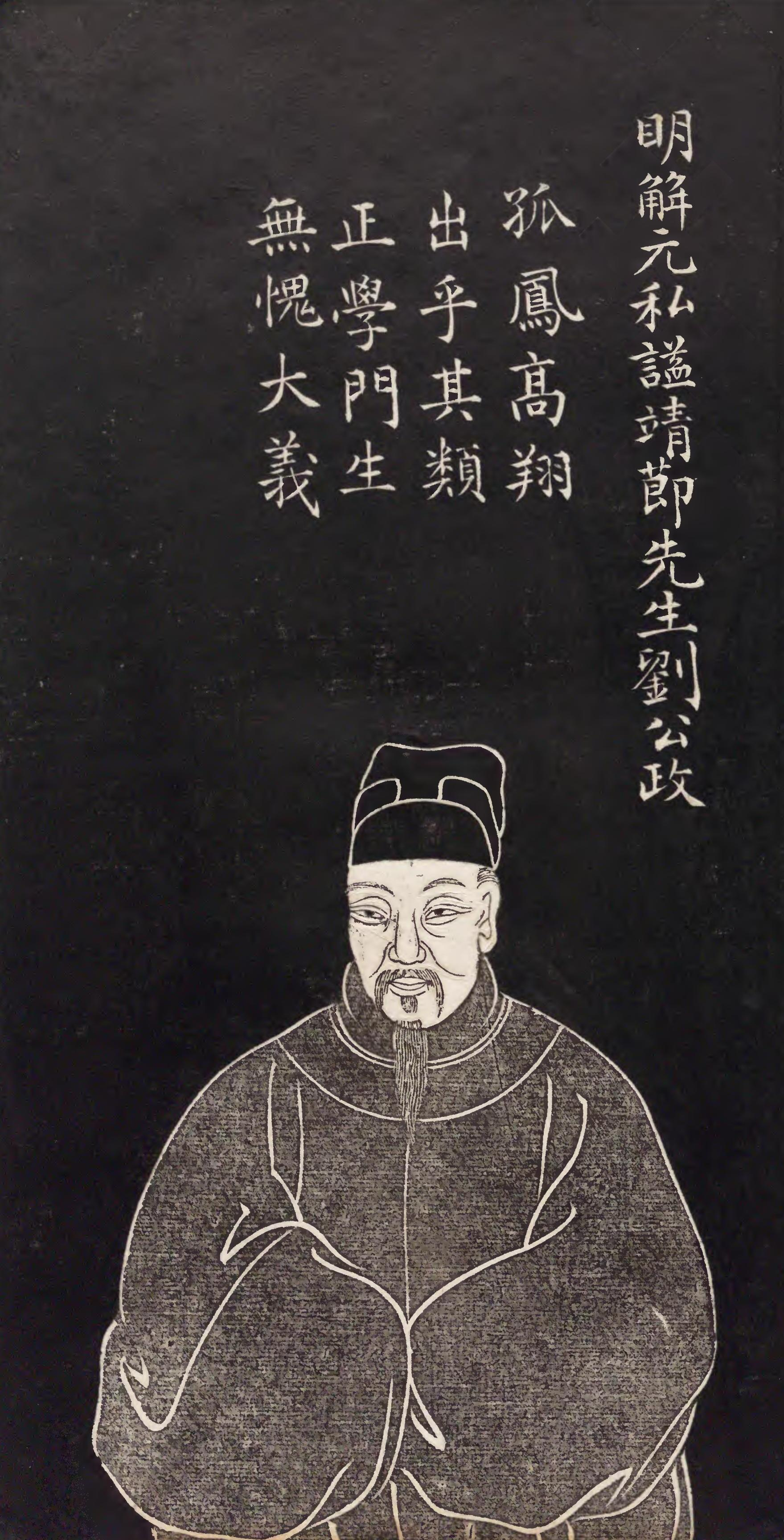
劉政像

劉政（？—1402年），字仲理，又字仲禮，直隸蘇州府吳縣（今江苏苏州）人。明朝政治人物。

## 生平
建文元年（1399年），劉政參加應天府鄉試，中式第一名舉人（解元），主考官为方孝孺。燕王朱棣起兵篡权时，劉政起草《平燕策》，将要上书时为家人所阻。当听闻方孝孺被诛杀后，吐血而亡。

## 紀念
應天府飲馬橋北曾有“解元坊”。